# مسجد جامع خضری
مسجد جامع خضری مربوط به دوره صفوی است و در ۱ کیلومتری شهر خضری دشت بیاض و در منطقه خضری قدیم واقع شده. این اثر در تاریخ ۱۰ دی ۱۳۸۱ با شمارهٔ ثبت ۶۶۵۳ به‌عنوان یکی از آثار ملی ایران به ثبت رسیده است.